# Lymantriades wilemani
Lymantriades wilemani är en fjärilsart som beskrevs av Collenette 1929. Lymantriades wilemani ingår i släktet Lymantriades och familjen tofsspinnare. Inga underarter finns listade i Catalogue of Life.